# أدي إغناطيوس
أدي إغناطيوس (بالإنجليزية: Adi Ignatius)‏ هو صحفي أمريكي، (و. 1958  م).